# Court-circuit (film, 1933)
Pour les articles homonymes, voir Court-circuit (homonymie).
Pour plus de détails, voir Fiche technique et Distribution.
Court-circuit (By Candlelight) est un film américain réalisé par James Whale, sorti en 1933.

## Synopsis
Lors d'un voyage en train en Europe, le majordome d'un noble, Josef, est pris pour son employeur, le prince Alfred von Romer, par une belle femme, Marie. Il ne fera rien pour la désillusionner et lorsque le vrai prince arrive, il est pris pour son serviteur.

## Fiche technique
- Titre original : By Candlelight
- Titre français : Court-circuit
- Réalisation : James Whale
- Scénario : Ruth Cummings, Karen DeWolf, F. Hugh Herbert et Hanns Kräly d'après la pièce Candle Light de Karl Farkas et Siegfried Geyer
- Photographie : John J. Mescall
- Musique : W. Franke Harling
- Société de production : Universal Pictures
- Pays d'origine :  États-Unis
- Format : Noir et blanc - 1,37:1 - Mono
- Genre : Comédie
- Durée : 70 minutes
- Date de sortie : 1933

## Distribution
- Elissa Landi : Marie
- Paul Lukas : Josef
- Nils Asther : Prince Alfred von Rommer
- Dorothy Revier : Comtesse von Rischenheim
- Lawrence Grant : Comte von Rischenheim
- Warburton Gamble : Baron von Ballin
- Esther Ralston : Baronne von Ballin
- Lois January : Ann
- André Cheron (non crédité) : Croupier